# عیتا الشعب
عیتا الشعب (به عربی: عيتا الشعب) یک منطقهٔ مسکونی در لبنان است که در شهرستان بنت جبیل واقع شده‌است.
 عیتا الشعب   ۶۵۰ متر بالاتر از سطح دریا واقع شده‌است.